# Acacia sororia
Acacia sororia é uma espécie de leguminosa do gênero Acacia, pertencente à família Fabaceae.